# 日本コロムビア発売のゲームタイトル一覧
日本コロムビア発売のゲームタイトル一覧（にっぽんコロムビアはつばいのゲームタイトルいちらん）は、日本のレコード会社・日本コロムビア（2002年10月 - 2010年9月の社名はコロムビアミュージックエンタテインメント）と、2011年まで同社のグループ企業だったクリエイティヴ・コア（旧TDKコア）が日本コロムビア本体への事業譲渡以前に発売したコンピュータゲームタイトルの一覧記事である。

## 沿革
かつて日本コロムビアは、1984年から1985年にかけてMSX用ゲームソフトを20タイトル以上発売しており、1996年には、日立製作所と共同で「AFOON」レーベルを設立しWindows 95用ゲームソフト「ザ・レジェンド・オブ・エデン2」を日立製作所より発売している。一方で、ほかのレコード会社のように、自社では家庭用ゲームに参入せず、サウンドトラック発売などでゲーム業界と関わりを持つのみだった。
一方、電気機器メーカー・TDKのグループ企業で1979年に教材部門を分社して設立されたポストプロダクション・TDKコアはパーソナルコンピュータ向けの教育ソフトで有力メーカーとなった後、2001年に家庭用ゲーム事業へ参入した。
コロムビアは2001年に業績不振から日立グループを離れ、リップルウッド・ホールディングス傘下で経営再建を図っていた。2002年にコロムビアミュージックエンタテインメント（CME）へ社名を変更し、AV機器部門をデノン（現ディーアンドエムホールディングス）として分社・売却する一方で音楽以外のソフト事業拡大を図った。その際、事業集約を目的にTDKコアの売却を検討していたTDKとの利害一致を見てTDKコアを買収し、2008年2月1日にクリエイティヴ・コア（CC）へ社名を変更した。
その後、TDKコア時代からの流れでCMEとは別に事業を継続していたCCの音楽・映像部門をCME本体に集約するための事業再編を2010年1月に実施する。この際にCMEとしては創業以来、ゲーム事業も合わせて譲渡され、CME本体にA&R本部ゲーム制作部が新設されることとなった。同月、携帯電話向けコンテンツ配信を主力事業とするフェイスがリップルウッドからCMEを買収することを発表し、2010年10月1日には旧社名の日本コロムビアへ再び社名を変更して現在に至っている。
2015年4月1日より日本コロムビアのゲーム制作部はゲーム・ビジネスユニットと改称した後、コロムビアハウス事業部へと移管されている。

## 発売タイトルの傾向
TDKコア時代より一貫して、小学校低学年の女児を対象とするキャラクターゲームや職業体験を題材としたゲームを主たるラインナップとしている。特に講談社『なかよし』と小学館『ちゃお』で連載される少女漫画とのタイアップ作品に強みを持っているが、この2誌の競合誌である集英社『りぼん』とのタイアップ実績は無い。なお、『りぼん』の姉妹誌である『マーガレット』に連載されていた「花より男子」のゲーム化作品を2001年に発売しており、集英社とのタイアップ実績はある。男児向けや一般・ファミリー向けの作品も数は少ないが存在する。この性質上、基本的にCEROレーティングがA（全年齢対象）の作品がほとんどであるが、CEROレーティングがB（12才以上対象）の作品も一部存在する。
ゲーム参入以来、看護師や漫画家など女児に人気の高い職業をピックアップしたタイトルを発売してきたものの、散発的に終わってきたことから、CC時代の2009年よりシリーズタイトルを「あこがれガールズコレクション」としてブランド統一が図られている。日本コロムビアのゲーム事業の責任者である島田良尚が2016年のインタビューで語ったところによると、同シリーズは一度に何万本というよりは、数年間にわたってじわじわ売れる傾向にあるという。島田はプレイヤーの世代交代が早いため、普遍的なテーマの方が定番化しやすいのではないかと分析している。
島田は最初から女児向けにこだわっていたわけではなく、生き残るために様々なことに挑戦していく中で、女児向けゲームの実績が非常に安定していたため、そちらに注力するようになったと2016年のインタビューの中で話しており、制作にあたっては次の点に気を付けていると話している。一つは「ゲーム業界における『子どもの入り口』としての責任感を持つ」ことであり、遊んでいた親子が「質の悪いゲームをつかまされた」と感じてゲームを遊ばなくなることが、ゲーム業界の将来に悪影響を与えるのではないかと島田は述べている。もう一つは「大人が当たり前に感じることは、子供にとってそうではなく、理解していない」ということであり、初めてこのジャンルのゲームを作った際にUIの難しさを痛感したと島田は振り返っている。加えて、このようなゲームは保護者（または祖父母）が買い与えるため、彼らの気持ちも考慮する必要があると島田は語っている。
島田は開発会社と長く一緒に作ってきたことを強みと認識している一方、初めて発注する相手には子ども向けであることや、注意すべき点などをしっかり話し合っているという。たとえば、オリジナル作品である「あこがれガールズコレクション」シリーズの場合、職業体験ゲームという性質から、最初のストーリープロットの部分について話し合いの場が持たれている。また、ゲームの品質についてはキャラクターやテーマに愛情を注ぐチームに依頼していることが大きいと島田は見ている。特にキャラクターゲームの場合は、そのキャラクターのファンが何を求めているのか考慮する必要があり、キャラクターの研究を通じて開発者本人が理解することが重要だと述べている。キャラクターの選定について、島田は人気のありそうなものを選ぶとしつつも、キャラクター認知度ランキングはあくまでも参考程度だとしている。一方で、島田は陰気な作品や重いテーマの作品はゲーム化しづらいと話している。
たとえば『すみっコぐらし』シリーズの場合、最初はつかみどころのないキャラクター性ゆえに企画が難航したものの、開発チームに「すみっコたちを愛でる」というコンセプトを伝えて方向性が定まったことで開発現場が楽しくなり、途中から参加したサンエックスの原作チームとも仲良く協力できたという。また、同シリーズのうち、第1作『すみっコぐらし ここがおちつくんです』はのちに任天堂の廉価版シリーズ「ハッピープライスセレクション」の一つとして発売された。一方「こびとづかん」は「キモかわいい」ということで人気があったものの、島田にとってはやや毒気が強いと感じていた。キャラクターの研究を重ね、詳細な設定などを通じてキャラクターの魅力に気付き、ゲーム化に自信が持てたと島田は振り返っている。
なお、発売機種は主力の顧客層が小学校低学年の女児であることから一貫して女児の普及率が高い任天堂製の携帯ゲーム機が中心となっており、2017年以降は携帯型ゲーム機としての利用もできる据置機であるNintendo Switchに移行している。また、任天堂以外のハードには参入していない。

## タイトル一覧
以下、機種名を次のように省略する。★は「あこがれガールズコレクション」のシリーズ作品。☆は男児向けの作品。◎は一般・ファミリー向けの作品。※はCEROレーティングがB（12才以上対象）の作品。
- GBC：ゲームボーイカラー
- GBA：ゲームボーイアドバンス
- DS：ニンテンドーDS
- 3DS：ニンテンドー3DS
- Switch：Nintendo Switch

### TDKコア時代
2001年
- 7月20日 - マクドナルド物語（GBC） - 日本マクドナルドとのタイアップ
- 7月27日 - 花より男子 ANOTHER LOVE STORY（GBC）

2002年
- 7月19日 - お花屋さん物語GBA いやし系お花屋さん育成ゲーム（GBA）
- 10月4日 - なかよし幼稚園（GBA）
- 12月6日 - 志村けんのバカ殿様 爆笑天下統一ゲーム（GBA）◎
- 12月20日 - まんが家デビュー物語 お絵描きソフト&まんが家育成ゲーム!（GBA）

2003年
- 7月25日 - わんニャンどうぶつ病院 〜☆動物のお医者さん育成ゲーム☆〜（GBA）
- 11月14日 - こいぬちゃんのはじめてのおさんぽ 〜子犬のこころ育成ゲーム〜（GBA）
- 12月12日 - カードキャプターさくら さくらカード de ミニゲーム（GBA）
- 12月12日 - ピカピカナース物語 〜はつらつナース育成ゲーム〜（GBA）

2004年
- 3月26日 - あかちゃんどうぶつ園 〜動物のあかちゃん飼育係育成ゲーム!!〜（GBA）
- 7月22日 - 学校の怪談 百妖箱の封印（GBA）
- 8月5日 - ひまわりどうぶつ病院 〜ペットのお医者さん育成ゲーム〜（GBA）
- 10月28日 - フルーツ村のどうぶつたち にぎやかな村をつくろう!（GBA）
- 12月9日 - ハロー! アイドルデビュー 〜キッズアイドル育成ゲーム〜（GBA）
- 12月16日 - わんこ・みっくす（GBA）

2005年
- 11月10日 - まんが家デビュー物語DS 〜あこがれ!まんが家育成ゲーム〜（DS）
- 12月22日 - あらしのよるに（DS）
- 12月22日 - おねがいマイメロディ 夢の国の大冒険（DS）

2006年
- 2月9日 - チョコ犬のお店 〜パティシエ&スイーツショップゲーム〜（DS）
- 4月6日 - フルーツ村のどうぶつたち2 お空のフルーツランド（DS）
- 7月20日 - みんなのDSゼミナール カンペキ英単語力（DS）
- 7月20日 - みんなのDSゼミナール カンペキ漢字力（DS）
- 11月9日 - ちゃおまんがスクール（DS）
- 12月7日 - DSパズラー ナンプレファン&お絵かきロジック（DS） - 2007年12月20日にニンテンドーWi-Fiコネクション対応版も発売。

2007年
- 3月29日 - マイメロディ エンジェルブック 〜電子手帳&エンジョイゲーム〜（DS）
- 4月26日 - チョコ犬のスィーツデパート 〜パティシェ育成シミュレーションゲーム〜（DS）
- 5月24日 - 算数オリンピック委員会考案 数字で鍛える脳力トレーニング（DS）
- 7月26日 - まめゴマほのぼの日記（DS）
- 8月9日 - 見ながら折れる DSおりがみ（DS）
- 11月22日 - 読めそうで読めない漢字DS（DS）◎

### クリエイティヴ・コア時代
2008年
- 2月14日 - はぴはぴクローバー（DS）
- 4月24日 - みんなのDSゼミナール カンタン音楽力（DS）
- 7月31日 - まめゴマ2 うちのコがイチバン!（DS）
- 12月11日 - 装星機ガジェットロボ（DS）☆
- 12月18日 - なかよしオールスターズ めざせ学園アイドル（DS）

2009年
- 3月19日 - チョコ犬のできたてスイーツワゴン（DS）
- 4月30日 - TOEIC TEST 英単語 スピードマスターDS（DS）
- 7月16日 - クプ〜!! まめゴマ!（DS）
- 8月6日 - ステキにナースDays（DS）★
- 9月17日 - 金田一少年の事件簿 悪魔の殺人航海（DS）◎※
- 11月5日 - つなげて! パイプマニア（DS）
- 11月19日 - Lovelyようちえん日記（DS）★
- 12月10日 - モノクロブー&ベビーブー くるりんBOO（DS）

### コロムビアミュージックエンタテインメント時代
2010年
- 4月22日 - きれいずきん生活（DS）
- 7月29日 - Let's! まんが家DS Style（DS）★
- 8月5日 - まめゴマ3 〜かわいいがいっぱい!〜（DS）

### 日本コロムビア時代
2010年
- 10月28日 - わんニャンどうぶつ病院（DS）★
- 12月9日[8] - ミスタードーナツDS（DS）★

2011年
- 4月28日 - きれいずきん生活2（DS）
- 6月30日 - お花屋さん物語（DS）★
- 8月4日 - ピカピカナース物語（DS）★
- 11月27日 - 豆しば（3DS）
- 12月1日 - お茶犬といつもなかよし（3DS）

2012年
- 3月22日 - 姫ギャル♥パラダイス メチカワ! アゲ盛り↑センセーション!（3DS）
- 4月26日 - まめゴマ よいこまるいこげんきなこ!（3DS）
- 7月26日 - こびとづかん こびと観察セット（3DS）
- 8月2日 - わんニャンどうぶつ病院2（3DS）★
- 11月22日 - ピカピカナース物語（3DS）★
- 11月22日 - オレ様キングダム イケメン彼氏をゲットしよ! もえキュン♥スクールデイズ（3DS）

2013年
- 7月4日 - まめゴマ はっぴー!スイーツファーム（3DS）
- 7月25日 - ビーストサーガ 最強激突コロシアム!（3DS）☆
- 7月25日 - ほっぺちゃん つくって!あそんで!ぷにぷにタウン!!（3DS）
- 11月28日 - わんニャンペットショップ（3DS）★
- 12月12日 - こびとづかん こびとの不思議 実験セット（3DS）

2014年
- 4月24日 - JSガール ドキドキ モデルチャレンジ（3DS）
- 7月17日 - ほっぺちゃん みんなでおでかけ!ワクワクほっぺランド!!（3DS）
- 7月31日 - トーマスとあそんでおぼえる ことばとかずとABC（3DS）☆
- 10月9日 - チョコ犬のちょこっと不思議な物語 ショコラ姫と魔法のレシピ（3DS）

2015年
- 4月23日 - 見習い魔女とモコモコフレンズ（3DS）
- 7月23日 - ほっぺちゃん ぷにっとしぼって大冒険!（3DS）
- 7月30日 - わんニャンどうぶつ病院 ステキな獣医さんになろう!（3DS）★
- 11月19日 - すみっコぐらし おみせはじめるんです（3DS）
- 12月10日 - マイメロディ 願いがかなう不思議な箱（3DS）

2016年
- 7月21日 - すみっコぐらし むらをつくるんです（3DS）
- 10月6日 - こびとゲーム大全（3DS）
- 11月10日 - ピカピカナース物語 小児科はいつも大騒ぎ（3DS）★

2017年
- 3月16日 - まんが家デビュー物語 ステキなまんがをえがこう（3DS）★
- 4月5日 - かわいいペットとくらそう! わんニャン&ミニミニアニマル（3DS）
- 7月20日 - すみっコぐらし ここ、どこなんです?（3DS）
- 11月9日 - ケーキ屋さん物語 おいしいスイーツをつくろう!（3DS）★
- 12月7日 - すみっコぐらし すみっコパークへようこそ（Switch）

2018年
- 3月15日 - わんニャンどうぶつ病院 ペットのお医者さんになろう!（3DS）★
- 3月29日 - 美容師デビュー物語 トップスタイリストをめざそう!（3DS）★
- 4月5日 - かわいいペットとくらそう! わんニャン&アイドルアニマル（3DS）
- 7月26日 - わくわくどうぶつランド（Switch）◎
- 10月4日 - すみっコぐらし あつまれすみっこタウン（Switch）
- 11月15日 - げっし～ず がじがじなかまをそだてよう（Switch）

2019年
- 7月18日 - すみっコぐらし 学校生活はじめるんです（Switch）
- 11月7日 - 映画すみっコぐらし とびだす絵本とひみつのコ ゲームであそぼう!絵本の世界（Switch）
- 12月5日 - プリティ・プリンセス マジカルコーディネート（Switch）

2020年
- 4月2日 - ピカピカナース物語 小児科はいつも大騒ぎ（Switch）★
- 7月2日 - わんニャンどうぶつ病院 ペットを助けるだいじなお仕事（Switch）★
- 7月22日 - げっし～ず 森の小さななかまたち（Switch）
- 11月5日 - おうちでリラックマ リラックマがおうちにやってきた（Switch）
- 11月26日 - ポリス×戦士 ラブパトリーナ! ラブなリズムでタイホします!（Switch）
- 12月3日 - すみっコぐらし おへやのすみでたびきぶんすごろく（Switch）

2021年
- 7月1日 - もしかして? おばけの射的屋 for Nintendo Switch（Switch）◎
- 7月15日 - わんニャンペットショップ かわいいペットとふれあう毎日（Switch）★
- 11月4日 - おしりたんてい ププッ みらいのめいたんていとうじょう!（Switch）
- 12月2日 - 映画 すみっコぐらし 青い月夜のまほうのコ ゲームであそぼう! 絵本の世界（Switch）

2022年
- 7月14日 - チキップダンサーズ ノリノリダンスでこころもおどる（Switch）
- 8月4日 - げっし〜ず みんなでちょこまか村づくり（Switch）
- 11月2日 - すみっコぐらし みんなでリズムパーティ（Switch）
- 12月15日 - 異種最強王図鑑 バトルコロシアム（Switch）☆

2023年
- 7月6日 - プリティ・プリンセス マジカルガーデンアイランド（Switch）
- 11月16日 - 映画 すみっコぐらし ツギハギ工場のふしぎなコ ゲームであそぼう! 映画の世界（Switch）

2024年
- 4月25日 - わんことあそぼ! めざせドッグトレーナー!（Switch）
- 7月4日 - ドラゴン最強王図鑑 バトルコロシアム（Switch）☆
- 11月28日 - バン！バン！バンディッツ（Switch）☆※
- 12月5日 - ほねほねザウルスX 超合体！ビルド＆バトル（Switch）☆
- 12月5日 - ひみつのアイプリ あつめて！シークレットメモリーズ（Switch）